# Gaúcho (musique)
Pour les articles homonymes, voir Gaucho (homonymie).
Cet article concerne le genre musical brésilien. Pour le gardien de troupeaux, voir gaucho.
Le gaúcho — aussi appelé música gaúcha (musique gaúcha), música gaúcha brasileira ou música nativista (musique nativiste) — est un terme général utilisé pour désigner le genre musical de la culture gaucho. Au Brésil, il est principalement joué dans les États du Rio Grande do Sul, de Santa Catarina et du Paraná.

## Terminologie
Il est nécessaire de délimiter certains termes qui sont généralement utilisés de manière interchangeable, mais qui se réfèrent à des sections de la culture populaire du sud du Brésil et au-delà de ses frontières, englobant également l'Uruguay, le Paraguay et l'Argentine. D'un point de vue académique, l'expression la plus appropriée pour désigner ce genre musical est « música gauchesca », car elle englobe des subdivisions plus particulières et historiquement déterminées, telles que la musique nativiste et la musique traditionaliste, qui ne représentent pas à elles seules l'étendue et la diversité de ce genre.

## Histoire
La musique gaúcho se distingue beaucoup dans les ballades, où deux chanteurs ou plus se réunissent et chantent des vers rimés dans l'improvisation, en s'attaquant les uns les autres, un combat musical fait pour amuser le peuple, deux chanteurs se distinguent dans la trova gaucho, Gildo de Freitas et José Portella Delavy, Gildo de Freitas est considéré comme le roi des troubadours, et Delavy est considéré comme le maître des troubadours. Actuellement, un arrière-petit-fils de Delavy, Samuel Delavy, poursuit une carrière dans le rock.
Outre Teixeirinha, Gildo de Freitas et José Portella Delavy, d'autres grands artistes et groupes se distinguent comme Baitaca, Porca Véia, Os Bertussi (groupe créé par les frères Bertussi après leur succès en tant que duo), Mano Lima, Mary Terezinha, Berenice Azambuja, Shana Muller et d'autres.
Au début de 2024, la musique gaúcha gagne en succès sur TikTok avec la publication du morceau O pau que dá cavaco du musicien João Luiz Corrêa.

## Festivals
En 1971, la California da Canção Nativa, un festival considéré comme mère de tous les festivals nativistes (gaúcho), apparaît à Santa Catarina, dans les États de Paraná et de Rio Grande do Sul.
D'autres comme Galponeira, Serra, Campo e Cantiga, et Bicuíra da Canção Nativa émergent également.